# HD 39194
HD 39194 eller Gliese 217.2, är ensam stjärna belägen i den norra delen av stjärnbilden Taffelberget. Den har en skenbar magnitud av ca 8,07 och kräver en kraftig handkikare eller ett mindre teleskop för att kunna observeras. Baserat på parallax enligt Gaia Data Release 3 på ca 37,82 mas, beräknas den befinna sig på ett avstånd på ca 86 ljusår (26,5 parsek) från solen. Den rör sig bort från solen med en heliocentrisk radialhastighet på ca 14 km/s.

## Egenskaper
HD 39194 är en orange till gul stjärna i huvudserien av spektralklass K0 V, även om Houk & Cowley ansatte en något varmare spektralklass av G8 V, vilket gör den till en huvudseriestjärna av spektraltyp G. Den har en massa som är ca 0,71 solmassa, en radie på ca 0,74 solradie och utsänder från dess fotosfär energi motsvarande 0,39 gånger solen vid en effektiv temperatur av ca 5 200 K. Stjärnan är extremt kromosfäriskt inaktiv. Trots att den är en planetarisk värdstjärna, har den ett överskott av järn som bara är 24 procent av solens.

## Planetsystem
Tre tänkbara exoplaneter kring HD 39194 rapporterades preliminärt 2011. Efter 10 års observationer bekräftade ett team av astronomer tre superjordar som kretsar kring stjärnan i excentriska banor. Ingen av exoplaneterna ligger i den beboeliga zonen. HD 39194 b och d har liknande massa.
HD 39194  valdes 2015 ut som en potentiell kandidat för framtida exoplanetavbildningsuppdrag.
| Planet | Massa           | Halv storaxel (AE) | Siderisk omloppstid (d) | Excentricitet | Inklination | Radie |
| ------ | --------------- | ------------------ | ----------------------- | ------------- | ----------- | ----- |
| b      | ≥4,13 ± 0,20 M🜨 | 0,056 ± 0,001      | 5,6368 ± 0,0004         | <0,207        | -           | -     |
| c      | ≥6,29 ± 0,51 M🜨 | 0,103 ± 0,002      | 14,030 ± 0,003          | <0,154        | -           | -     |
| d      | ≥4,13 ± 0,60 M🜨 | 0,185 ± 0,003      | 33,91 ± 0,003           | <0,333        | -           | -     |